# 洪永世
洪永世（1942年8月—），男，福建永春人，中华人民共和国政治人物，曾任福州市人民政府市长，厦门市人民政府市长，中共厦门市委书记、厦门市人大常委会主任，第六、七、八、九届全国人大代表。
福建师范大学物理系1961级。1965年毕业后分配到三明钢铁厂，历任总调度室调度员、总调度室主任、副厂长、党委书记。1984年6月从政。